# Сибирский 45-й стрелковый полк
45-й стрелковый Сибирский полк — пехотная воинская часть Русской императорской армии второй очереди. Сформирован для участия в Первой мировой войне.

## История
Полк был сформирован и укомплектован в августе-сентябре 1914 года в Иркутске во время проведения всеобщей мобилизации.

## Командиры полка
- полковник Михайловский, Н.Ф. (19.07.1914 — 08.02.1915);
- полковник Фелицын, Пётр Григорьевич (08.02.1915 — 08.04.1915);
- полковник Васильев, Михаил Николаевич (16.04.1915 — 15.10.1915);
- полковник Романовский, М.В (7.10.1915 — 20.11.1916);
- полковник Цицианов, Иван Давидович (07.01.1917).